# Alignement (urbanisme)
Pour les articles homonymes, voir Alignement.
L'alignement correspond à la détermination de l'implantation des constructions par rapport au domaine public, afin de satisfaire aux soucis esthétiques, urbains, de salubrité, de sécurité, de circulation...
Cette implantation peut être rendue plus ostensible par la plantation de haies (en limite de propriété) ou d'arbres régulièrement implantés sur les trottoirs : ce sont les alignements végétaux.
Par ailleurs, en France, l'alignement est la détermination de la limite du domaine public au droit des propriétés riveraines, fixée par l'autorité administrative.
Enfin, la puissance publique peut fixer une « servitude d'alignement » au niveau d'une voie publique. Cela signifie que toute nouvelle construction doit se placer derrière la ligne fixée par le plan d'alignement. Si un riverain construit ou reconstruit une maison ou un mur de clôture, il doit respecter l'alignement. La partie libérée devient alors propriété publique, moyennant une indemnité au propriétaire. De plus, le code de la voirie routière, succédant à de très anciennes réglementations pré-révolutionnaires, prévoit qu'il est interdit de faire des travaux qui conforteraient les constructions frappées de cette servitude, de manière que, à terme, leur vétusté impose leur démolition. Cette disposition a pour objectif d'accroître la largeur des rues et routes (ou de restituer leur largeur) sans avoir recours à la procédure de l'expropriation.

## Le régime de l'alignement (droit français du domaine public)
La servitude d'alignement est distincte des autres outils d'aménagement foncier (emplacements réservés, servitudes de reculement des plans locaux d'urbanisme, servitudes de visibilité, orientations d'aménagement et de programmation, périmètres d'étude...) et de l'alignement individuel. En effet, le code de la voirie routière distingue la servitude d'alignement de l'alignement de fait.
Les principales dispositions juridiques relatives à l'alignement sont rassemblées par le code de la voirie routière aux articles L.112-1 et suivants.
- La servitude d'alignement est constituée par le plan d'alignement, lui-même établi par l'autorité propriétaire de la voie publique concernée après enquête publique. Le plan définit les parcelles grevées par la servitude d'alignement. La servitude s'applique sans limitation de durée. La servitude d'alignement s'applique de façon différente aux terrains bâtis et aux terrains non bâtis. S'appliquant à un terrain non bâti, l'instauration de la servitude vaut transfert de propriété à l'autorité gestionnaire. Le transfert est effectif dès que l'indemnité a été versée (calculée comme en matière d'expropriation). S'appliquant à une construction, la servitude interdit tous travaux de confortement sur la partie qui dépasse la limite d'alignement, sauf si l'immeuble est classé parmi les monuments historiques. Cette disposition a pour but d'une part d'encourager les propriétaires à détruire le bâtiment et à le reconstruire dans les limites de l'alignement, d'autre part de faciliter l'expropriation en faisant perdre leur valeur aux bâtiments.
- En l'absence de plan d'alignement, l'alignement individuel est la définition unilatérale par l'administration de l'emprise de fait de la voie et de ses dépendances (trottoirs, accotements, fossés, talus...). L'alignement doit ainsi être demandé préalablement à tous travaux en limite du domaine public. Il est délivré par arrêté. Il ne peut être refusé. Il est délivré par le gestionnaire de la voie, avec avis simple du Maire en agglomération. Il ne s'agit pas d'une servitude mais d'une constatation de l'état de fait qui n'est pas créatrice de droits et ne vaut pas transfert de propriété. Par exception, si un plan d'alignement existe, l'alignement individuel est l'application du plan d'alignement.

## L'alignement des constructions (urbanisme français)
Les règlements d'urbanisme établis dans les communes (Plan local d'urbanisme, plan d'occupation des sols ...) prévoient si les constructions nouvelles doivent s'établir à la limite du trottoir ou de la chaussée, ou respecter un certain recul, qu'ils déterminent.
Cela permet de générer un paysage urbain correspondant aux modes d'urbanisation souhaités et existants : si des immeubles haussmanniens sont naturellement implantés en limite du trottoir, des pavillons sont toujours en retrait de quelques mètres. Et on n'implante pas les maisons et les fermes de la même manière dans un village briard ou un hameau breton.
L'alignement ainsi défini est un concept d'aménagement sans lien avec la notion juridique.

## Les cessions gratuites de terrains imposées par un permis de construire (cession dont le transfert de propriété a été constaté avant le 23 septembre 2010)
Le Code de l'urbanisme (article L332-6-1 2° e) prévoyait que, à titre de « contributions aux dépenses d'équipements publics », l'autorité qui délivre un permis de construire pouvait imposer au propriétaire la cession gratuite d'une partie n'excédent pas 10% de son terrain. La partie "R" du même code (art R. 332-15 du Code de l'urbanisme) limitait un peu plus l'usage de cette possibilité à seulement « en vue de l'élargissement, du redressement ou de la création des voies publiques ». À la différence du plan d'alignement, la cession gratuite ne nécessitait ni enquête publique ni indemnisation.
Si la collectivité avait besoin de plus de 10 % du terrain, ou souhaitait l'acquérir hors du contexte de la délivrance d'un permis de construire, elle devait utiliser d'autres procédures, telles que l'expropriation ou la servitude d'alignement mentionnée plus haut, et moyennant une indemnité.
L'article L. 332-6-1 a été déclarée inconstitutionnel, comme contraire à « l'article 17 de la Déclaration de 1789 : « La propriété étant un droit inviolable et sacré, nul ne peut en être privé, si ce n'est lorsque la nécessité publique, légalement constatée, l'exige évidemment, et sous la condition d'une juste et préalable indemnité » » dans une décision rendue le 22 septembre 2010.
Ainsi depuis le 23 septembre 2010 :
- les cessions gratuites qui ont été exigées en application de l'article L. 332-6-1 2° (e) mais qui n'ont pas encore donné lieu à un transfert de propriété ne peuvent plus être mises en œuvre ;
- plus aucune cession gratuite ne peut être exigée ;
- la décision d'inconstitutionnalité peut être invoquée dans les instances en cours.

## Historique de l'alignement
L'alignement est l'un des moyens juridiques utilisés par l'administration pour moderniser et élargir les voies publiques. Les principes de l'alignement ont été définis pour la première fois sous Henri IV dans l'édit de Sully du 16 décembre 1607 réglant les fonctions et droits du grand voyer.

### Avant 1850: la servitude d'alignement

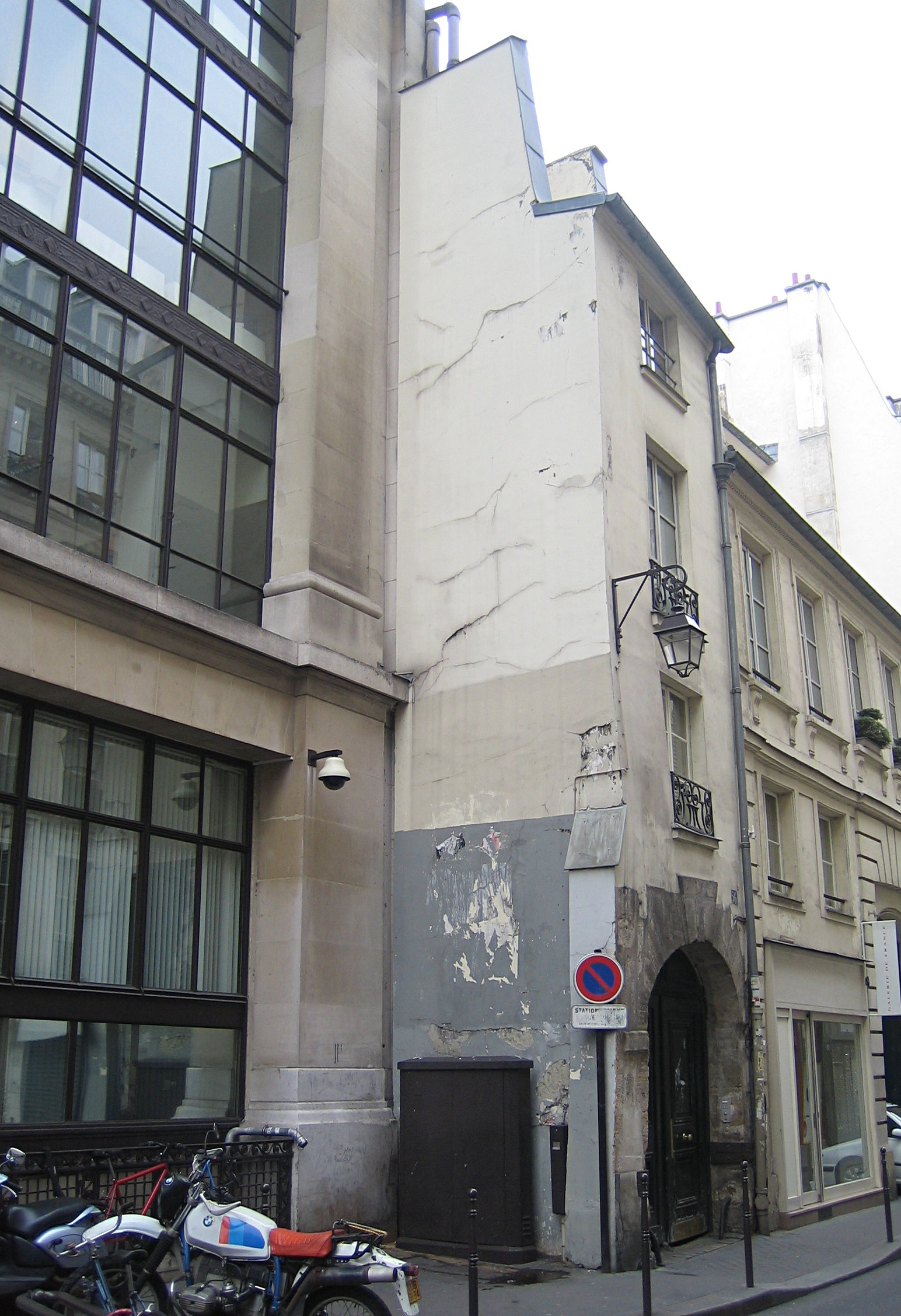
Les effets de la servitude d'alignement : un bâtiment du XXe siècle en retrait par rapport à un immeuble du XVIIe (Paris, quartier du Marais)

La servitude d'alignement est une création du Premier Empire : la loi du 16 septembre 1807 prévoit que, dans toute ville de plus de 2 000 habitants, un plan d'alignement indiquera dans chaque rue la ligne que les façades ne peuvent dépasser.
Cette procédure ne produit pas les effets escomptés. À Paris, qui possède encore un tissu urbain médiéval, le rythme des destructions et des reconstructions est si lent que le préfet Chabrol calcule en 1819 qu'il faudra plusieurs siècles pour réaliser complètement le plan d'alignement.
Le système a des conséquences imprévues. Il interdit les rénovations partielles de façades afin d'encourager les démolitions complètes, mais celles-ci ne surviennent pas et le bâti se dégrade. De plus, les maisons reconstruites selon le nouvel alignement sont en retrait par rapport aux anciennes et forment des renfoncements où s'accumulent les détritus. Or l'alignement ne facilite la circulation que s'il est réalisé sur toute une portion de rue, ce qui arrive rarement. On voit encore de nos jours les effets de cette disposition dans tout le centre de Paris.

### L'alignement des voies publiques à Paris
Dès les années 1830, l'échec du système de l'alignement favorise la technique de la percée qui se base sur l'expropriation. Les servitudes d'alignement demeureront toutefois inscrites dans les règlements d'urbanisme.
La période du Second Empire marque l'apogée de l'alignement basé sur l'expropriation. Sur les nouveaux Boulevards parisiens tracés par Haussmann, les façades tracent des lignes droites sans interruption, reprises à chaque étage par les balcons et les corniches qui se poursuivent d'un immeuble à l'autre.

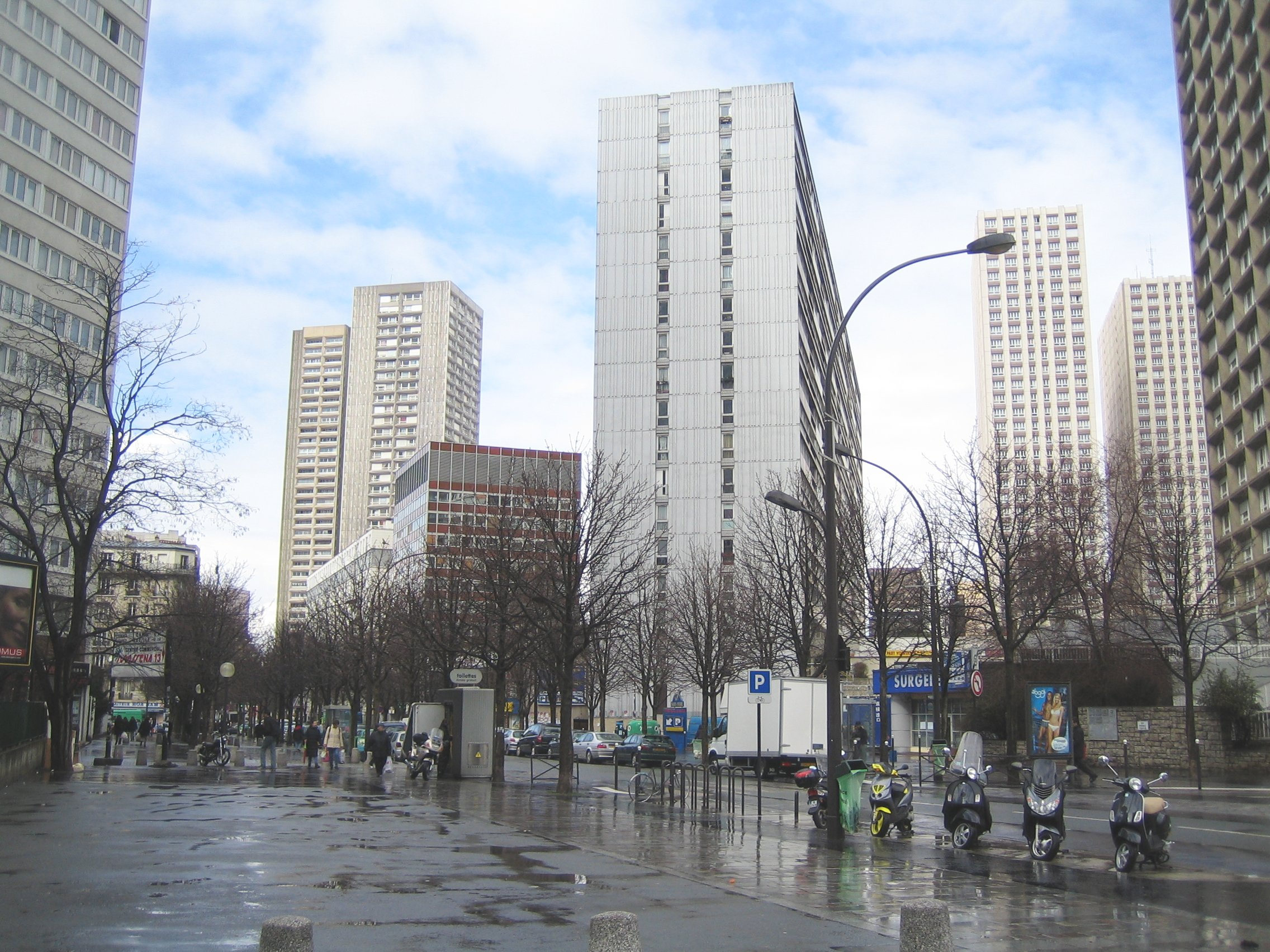
Les grands ensembles : un alignement des immeubles non calqué sur l'axe des rues (Paris, avenue d'Ivry)

Vers 1900, le goût pour l'ornementation s'oppose à l'alignement parfait. Les nouveaux règlements permettent de construire en saillie. Dans les années 1930, les immeubles à redans déplacent la cour intérieure sur la rue, dessinant les structures complexes des HBM.
Enfin, les grands ensembles de l'après-guerre rejettent complètement l'alignement sur rue. Dans les nouveaux quartiers comme dans les projets de ville imaginés par Le Corbusier dans les années 1920, barres et tours sont alignées les unes par rapport aux autres selon une grille qui ignore la rue, simple voie de desserte. Le plan d'urbanisme directeur de 1967 encourage les promoteurs à construire les immeubles en retrait, où ils ont l'autorisation de construire plus haut qu'en bordure de la rue traditionnelle[réf. nécessaire].
Le discrédit des grands ensembles après 1974 permet un retour en grâce de la rue, qui n'est plus réservée à l'automobile. Les immeubles sont à nouveau conçus selon la manière dont ils s'intègrent à  la rue : l'urbanisme a retrouvé le principe de l'alignement qu'il met en œuvre dans la plupart des opérations contemporaines.
À Paris, le POS de 1977 a établi une révision globale. Le POS a abandonné la grande majorité des alignements anciens, qu'ils aient été approuvés ou seulement projetés. Cette révision des alignements a été conduite suivant trois principes majeurs: 
- abandon des alignements approuvés ou projetés utopiques en raison de la densité des constructions existantes en bordure de voie ;

- élagage général des alignements portant sur des voies secondaires de simple desserte, sauf lorsqu'ils ont déjà produit des effets sur une partie importante de la voie ;

- suppression des alignements risquant de porter atteinte au caractère de voies dont l'aspect et le tracé sont intéressants ou dont la fonction commerciale est importante. C'est essentiellement pour cette dernière raison que les alignements de voie ont été supprimés en quasi totalité dans la zone centrale où ils demeuraient nombreux. Plutôt que de rechercher un élargissement des rues, le règlement du POS 1977 oblige à construire dans l'alignement existant (alignement de fait) afin de préserver, là où c'est encore possible, l'harmonie des façades qui est l'une des caractéristiques de Paris.

Après cette révision extrêmement sévère des mesures antérieures, seules restaient alignées quelques voies principales d'accès à Paris, comme la rue Lecourbe et l'avenue de Flandre ou quelques voies de rocade comme la rue de l'Ourcq. Encore la largeur de l'élargissement avait-t-elle parfois été revue, comme l'alignement de la rue de la Chapelle et de la rue Marx-Dormoy qui avait été ramené de 50 à 34 mètres. 
À l'occasion de la révision du POS de 1989, les élargissements de voies prescrits par des réserves de voirie ou des servitudes d’alignement ont été réduits de manière drastique. Les alignements des immeubles qui, en 1977, devaient élargir les rues sur une longueur de 55 kilomètres dans la capitale ont été réduits des deux tiers. Étaient notamment concernées l'avenue de Clichy, la rue Lecourbe, la rue de Marx-Dormoy, le quai de Bercy, la place Mazas et le boulevard Pasteur. En revanche, lorsqu'il s'agissait d'achever des alignements déjà commencés, afin de permettre un aménagement de carrefour ou l'élargissement de voies aux abords des grands secteurs de rénovation, l'opération était continuée.

Le PLU de 2006 qui a remplacé le POS est allé plus loin, puisqu'il n'y a presque plus de servitudes d'alignement dans le territoire de Paris et les réserves de voirie concernent principalement une portion de la rue d'Aubervilliers, qui est une rue d'accès à Paris et dans, des cas fort limités, des immeubles en saillie occasionnant des rétrécissement de la voie publique. 